# Place Fontainas
Pour les articles homonymes, voir Fontainas.
La place Fontainas (en néerlandais : Fontainasplein) est une place du centre de Bruxelles qui relie le boulevard Anspach au boulevard Maurice Lemonnier.
Aux angles de la place aboutissent, d'un côté, la rue d'Anderlecht, la rue des Moucherons et la rue de la Grande Île, et de l'autre côté de la place, la rue du Marché au Charbon et la rue des Bogards.
La place Fontainas porte le nom d'André-Napoléon Fontainas bourgmestre de Bruxelles de 1860 à 1863,.

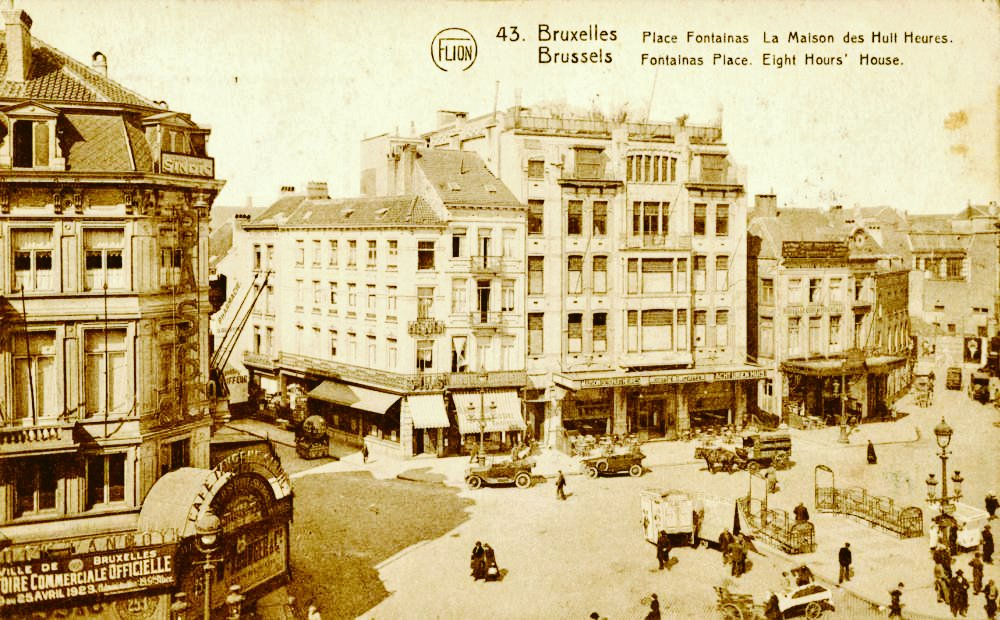
La place Fontainas au début du XXe siècle.
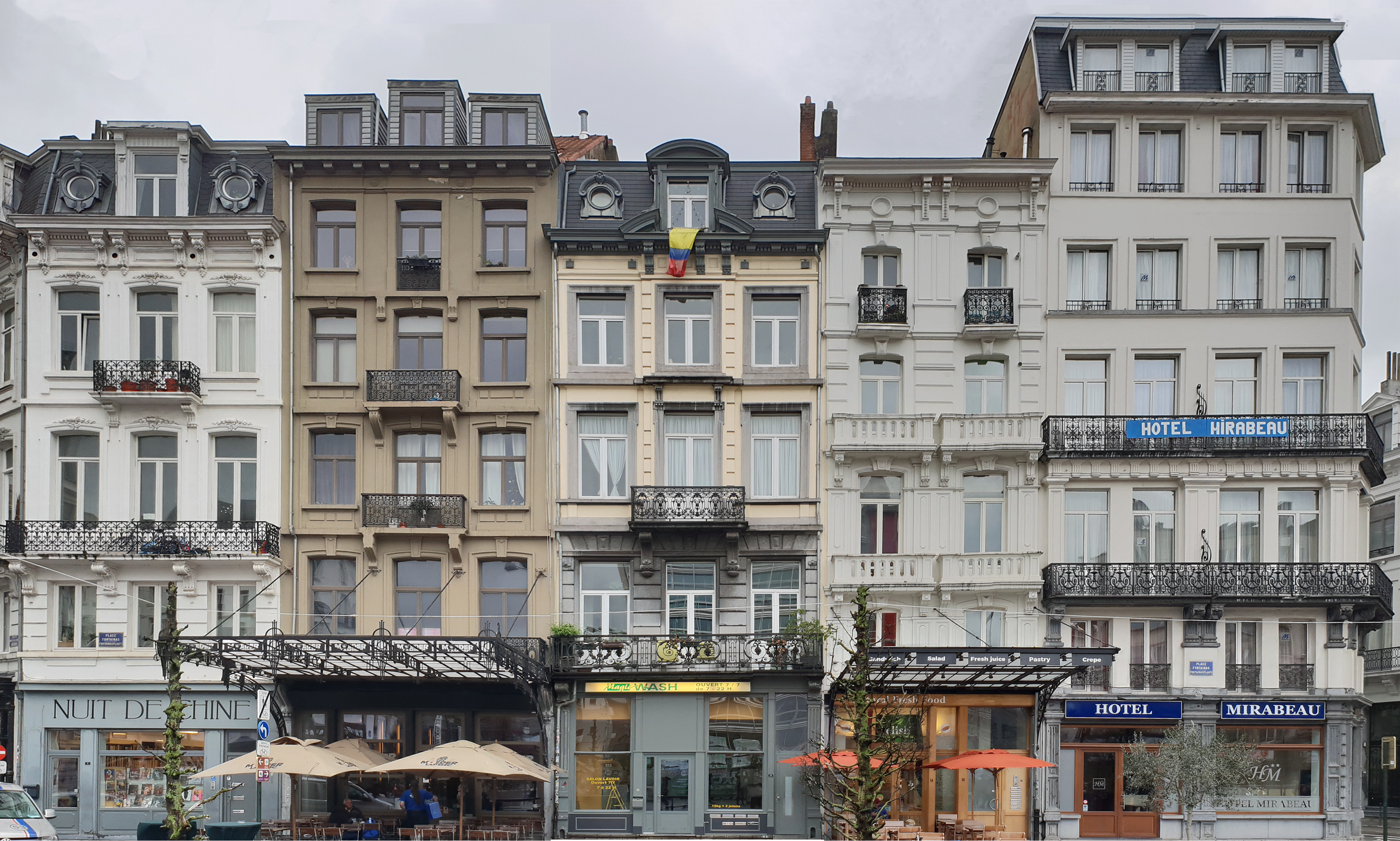
Côté Est